# Guty (Trzyniec)
Guty (czes. Guty, niem. Gutty) – część miasta Trzyńca w kraju morawsko-śląskim, w powiecie Frydek-Mistek w Czechach. Jest to także gmina katastralna o powierzchni 947,21 ha. Położona około 6 kilometrów na południowy zachód od centrum miasta, u podnóża gór Beskidu Morawsko-Śląskiego. Populacja w 2008 wynosiła 762 osoby, zaś w 2010 odnotowano 279 adresów.

## Historia
Miejscowość po raz pierwszy wzmiankowana została w łacińskim dokumencie Liber fundationis episcopatus Vratislaviensis (pol. Księga uposażeń biskupstwa wrocławskiego), spisanej za czasów biskupa Henryka z Wierzbna ok. 1305 w szeregu wsi zobowiązanych do płacenia dziesięciny biskupstwu we Wrocławiu, w postaci item in Gutha. Zapis ten (brak określenia liczby łanów, z których będzie płacony podatek) wskazuje, że wieś była w początkowej fazie powstawania (na tzw. surowym korzeniu), co wiąże się z przeprowadzaną pod koniec XIII wieku na terytorium późniejszego Górnego Śląska wielką akcją osadniczą (tzw. łanowo-czynszową). Wieś politycznie znajdowała się wówczas w granicach utworzonego w 1290 piastowskiego (polskiego) księstwa cieszyńskiego, będącego od 1327 lennem Królestwa Czech, a od 1526 roku w wyniku objęcia tronu czeskiego przez Habsburgów wraz z regionem aż do 1918 roku w monarchii Habsburgów (potocznie Austrii).
W 1557 liczyła jedynie 13 osadników ze swoimi rodzinami. W 1563 wybudowany został luterański drewniany kościół, z którego miejscowość słynie do dziś, z tym że od 1654 jest on rzymskokatolicki. 
Pierwsza drewniana, ewangelicka szkoła została wybudowana w 1775 i służyła aż do 1866, kiedy to wzniesiono nowy budynek z wieżą i dzwonem. Ta budowla pełniła swą funkcję do 1903. Ostatnia polska szkoła wybudowana w 1903 służyła do 1973, tak jak pierwsza czeska od 1923. Obie zostały zamknięte z powodu niedostatecznej ilości dzieci, które obecnie uczęszczają głównie do szkół w Oldrzychowicach.
Według austriackiego spisu ludności z 1910 roku Guty miału 832 mieszkańców, z czego 824 (99%) było polsko-, 7 (0,8%) czesko- i 1 (0,1%) niemieckojęzyczna, 65 (7,8%) katolików, 754 (90,6%) ewangelików oraz 13 (1,6%) innej religii lub wyznania.
W granicach administracyjnych Trzyńca znajduje się od 1980.

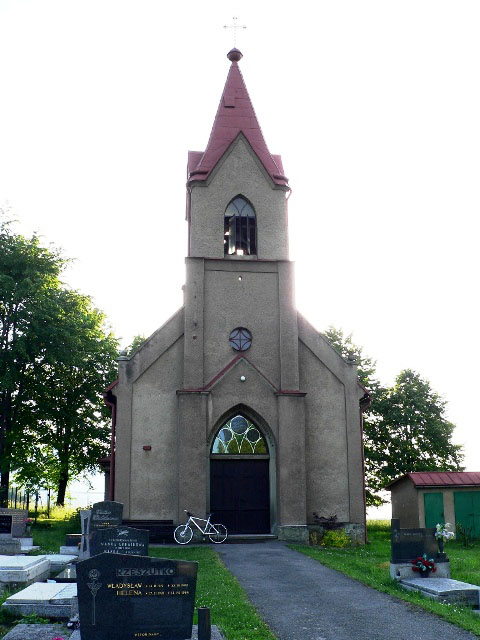
Kościół ewangelicki na cmentarzu
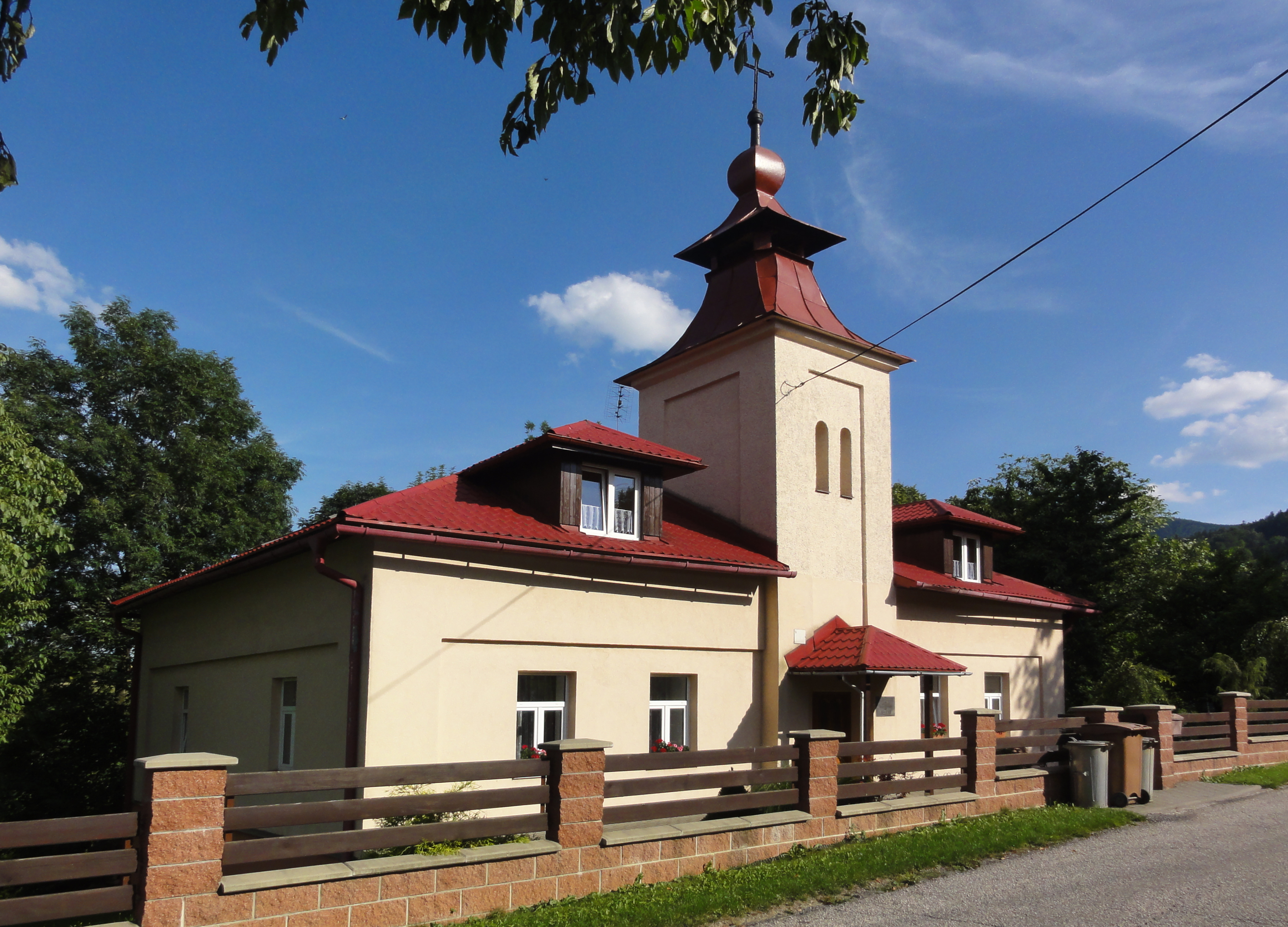
Plebania ewangelicka w budynku byłej ewangelickiej szkoły z 1866
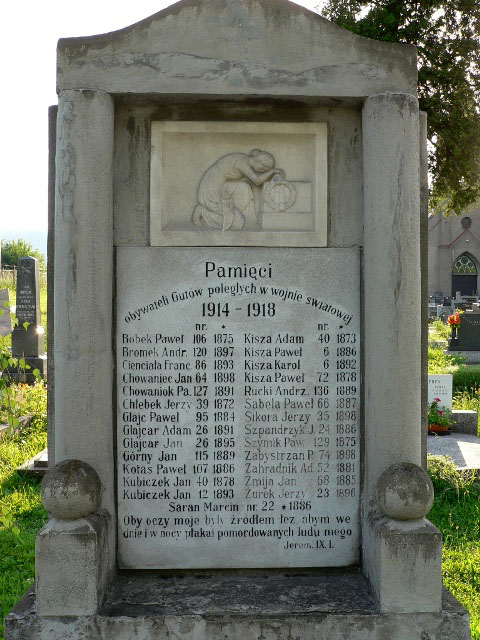
Pomnik ofiarom I wojny światowej
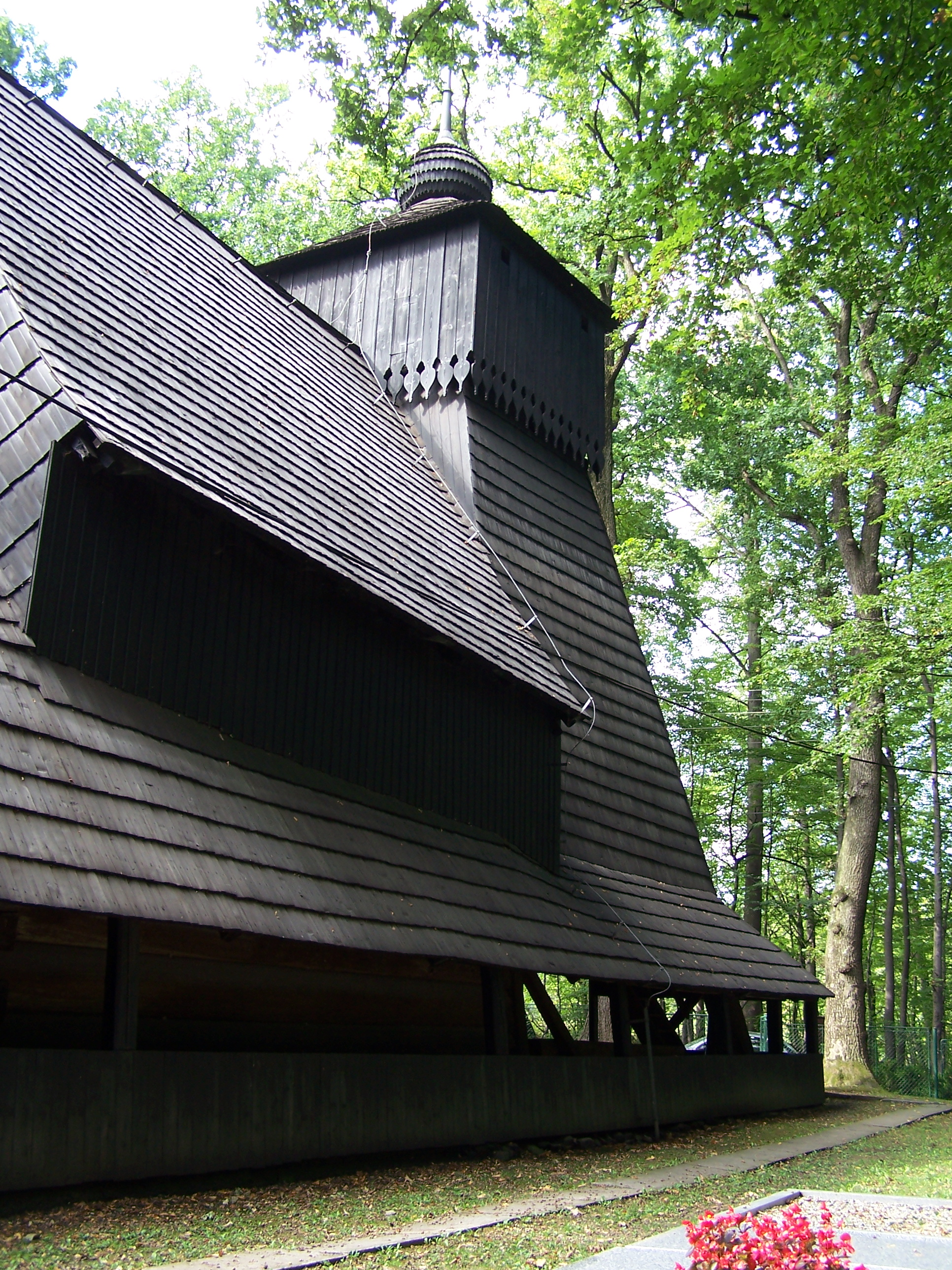
Kościół Bożego Ciała
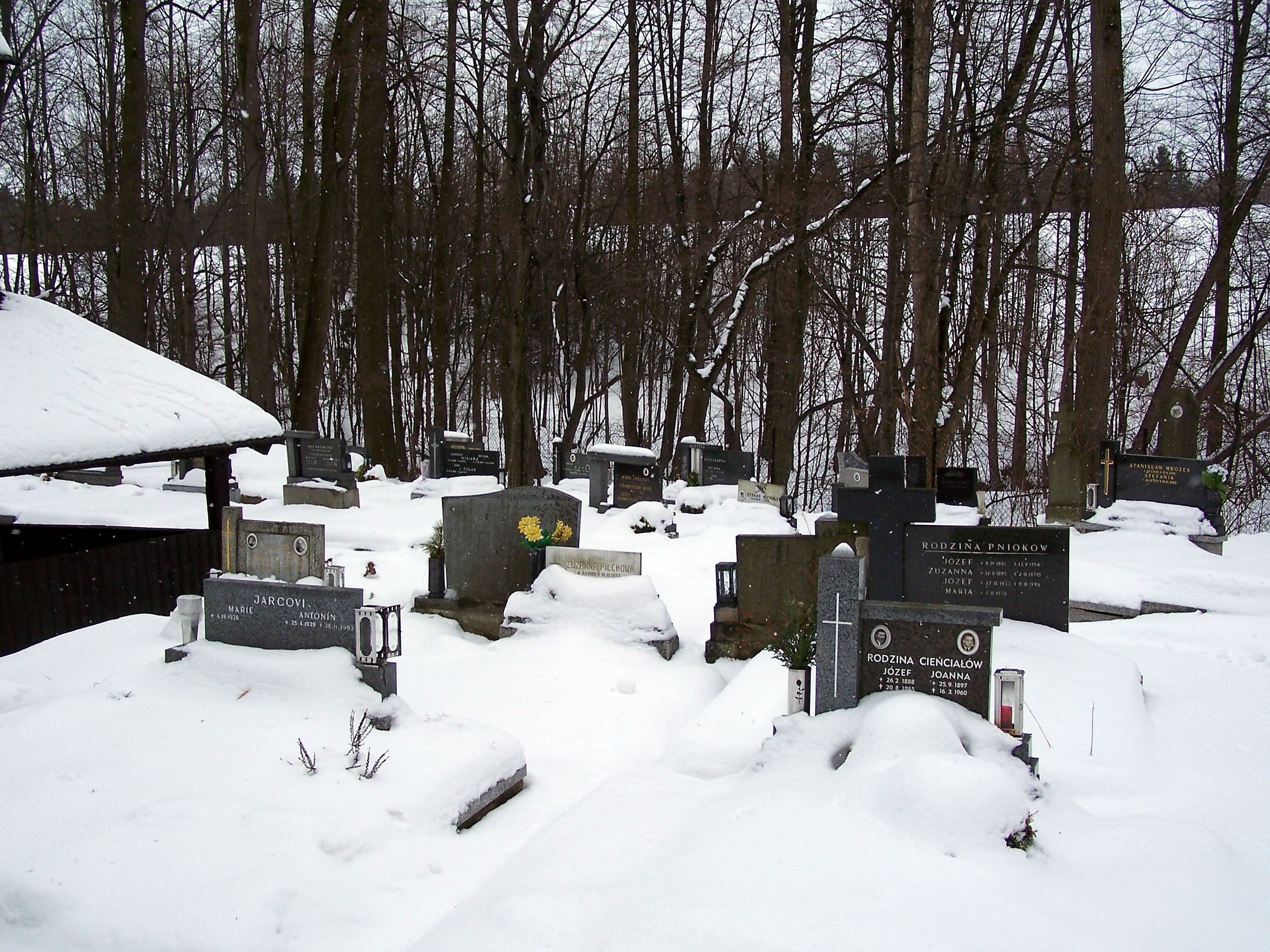
Katolicki cmentarz w pobliżu kościoła
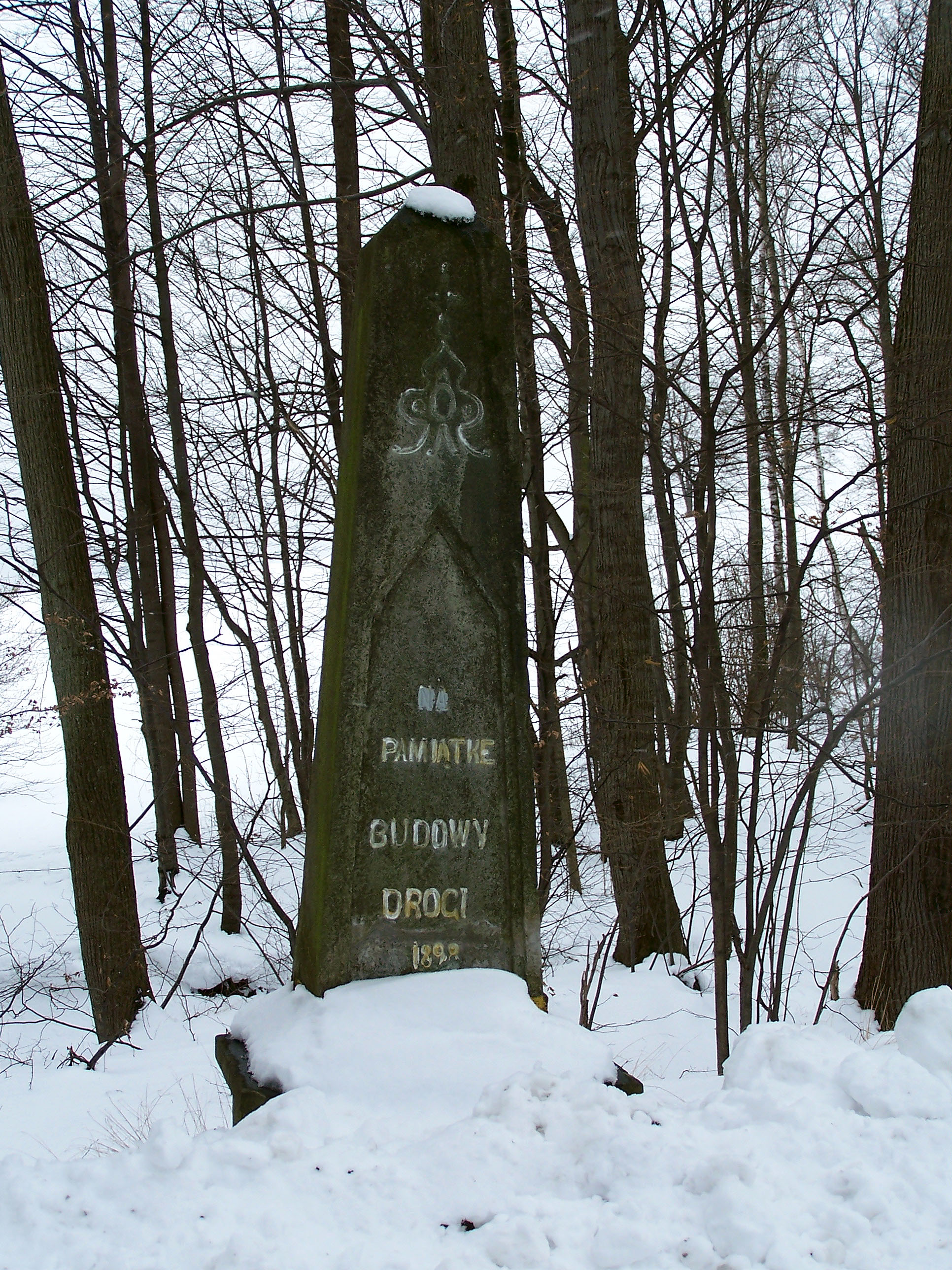
Pomnik z 1898 w celu upamiętnienia budowy drogi
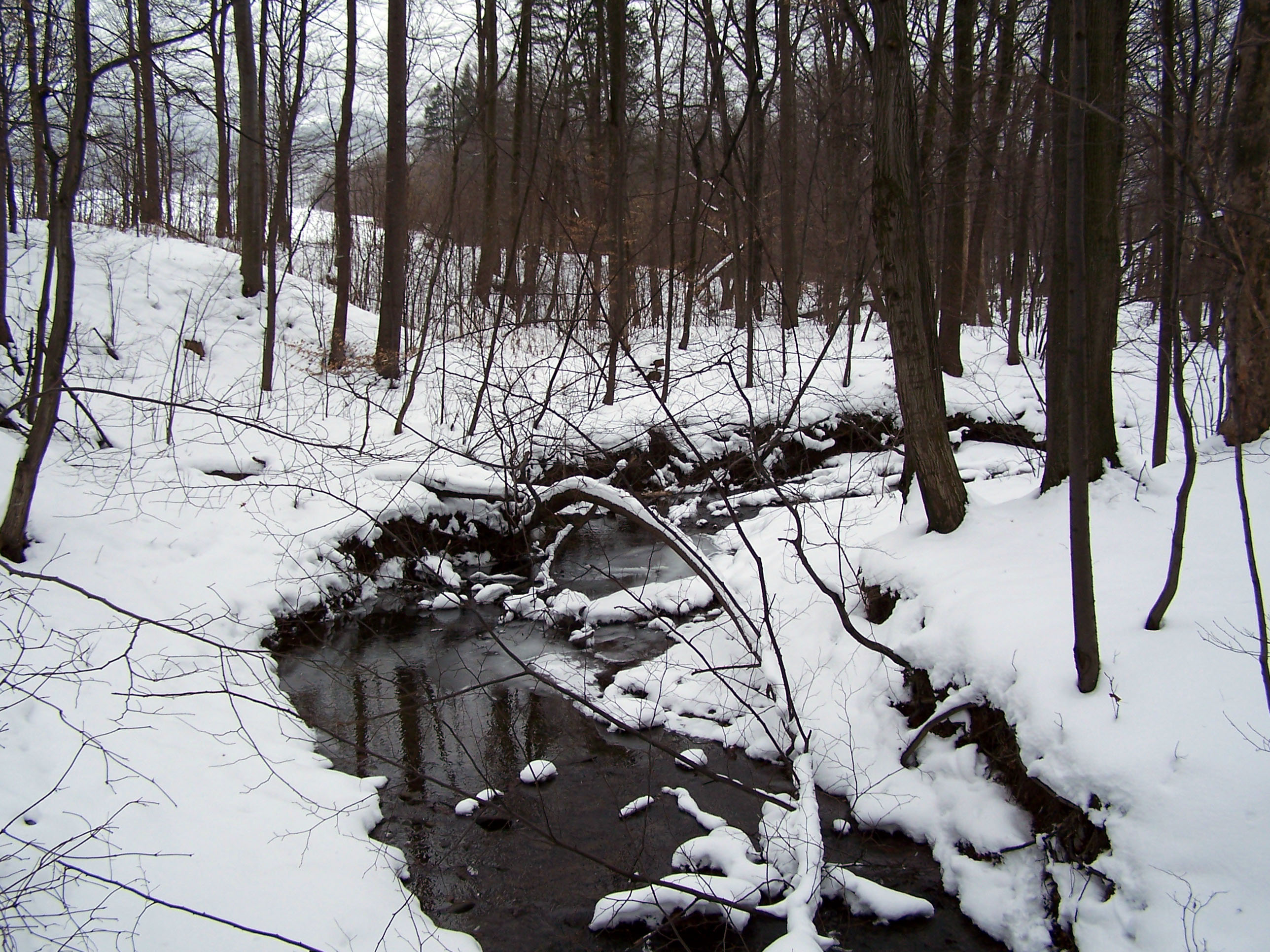
Potok w Gutach w zimie
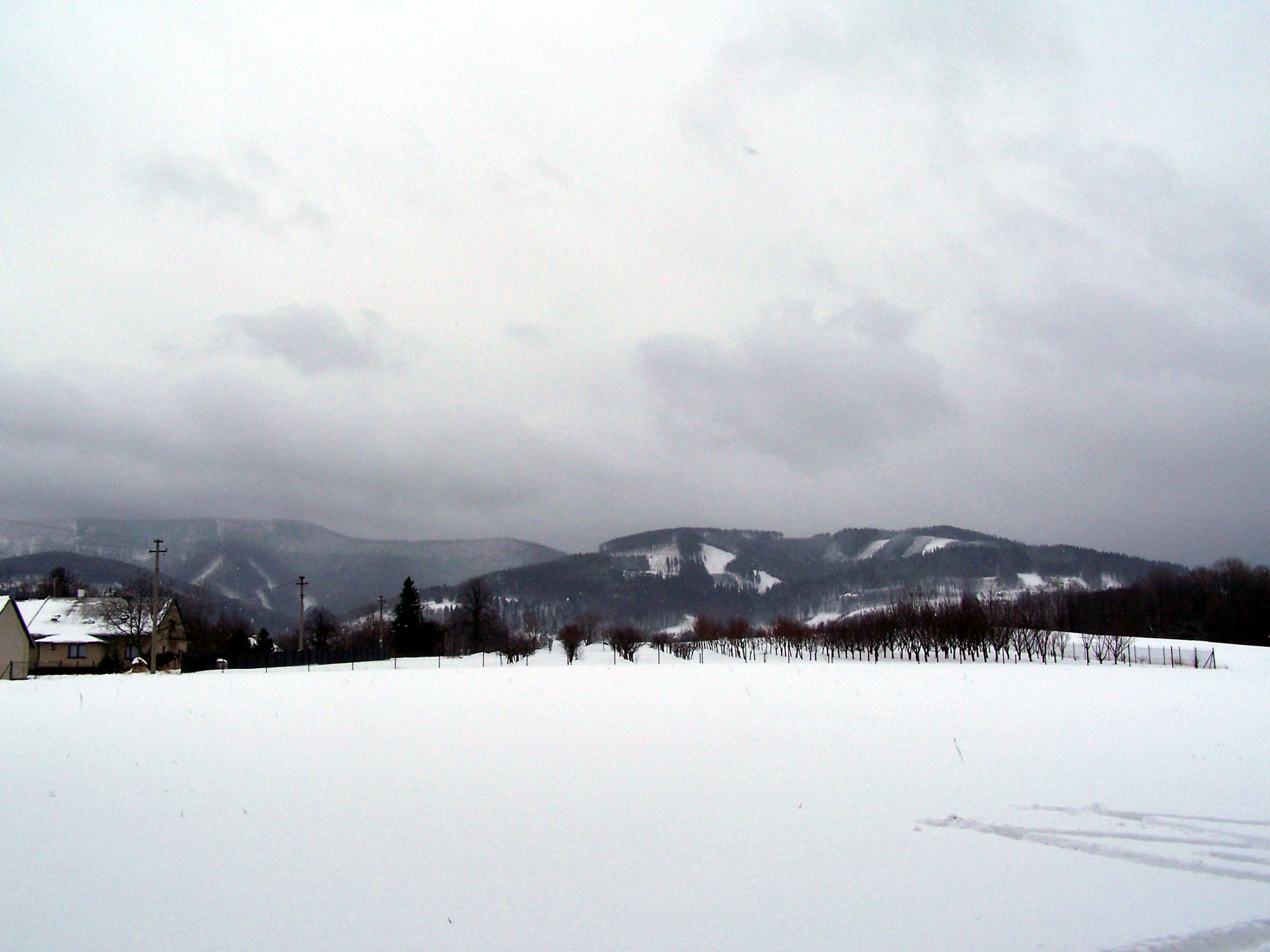
Beskidy widziane z Gutów
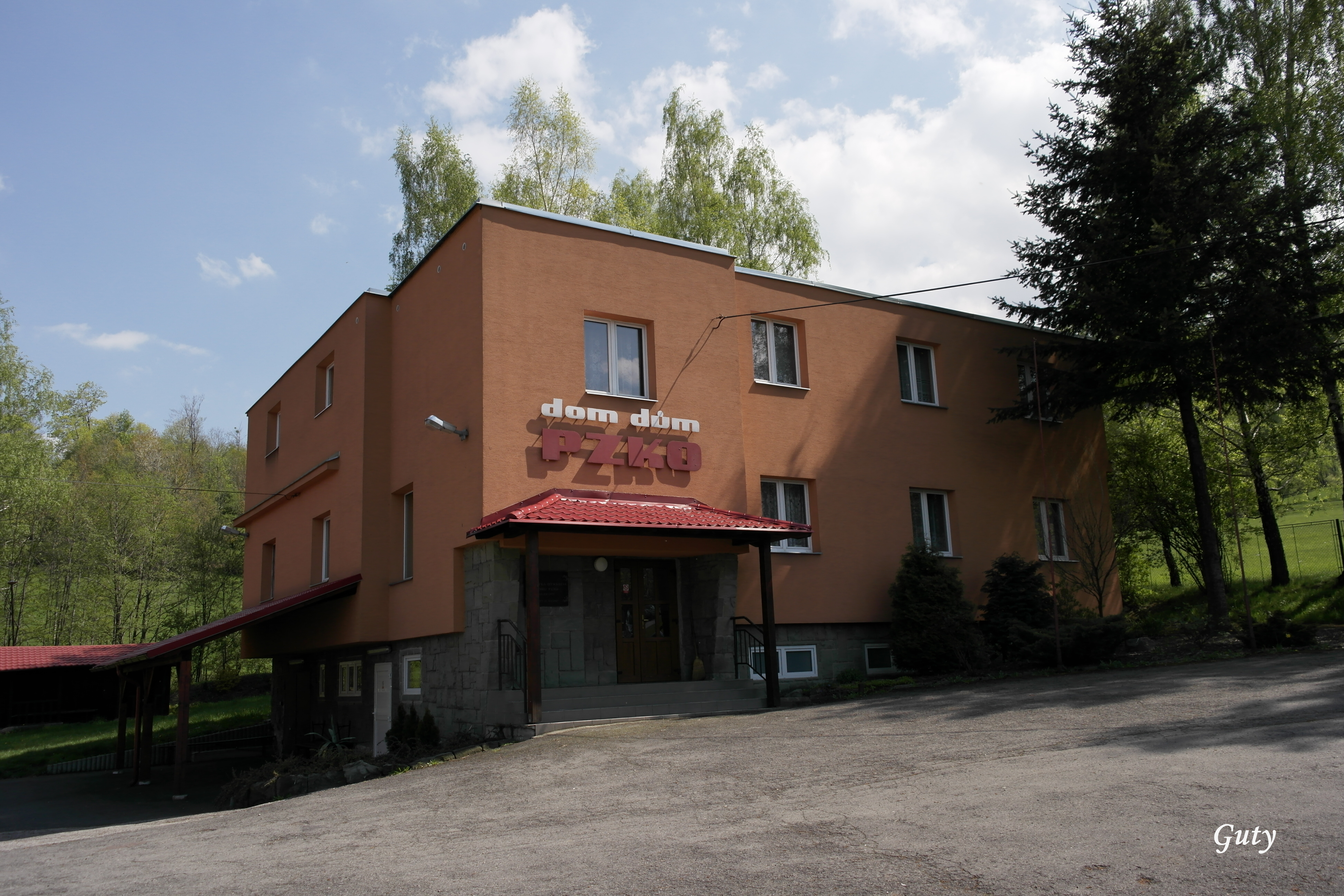
Dom PZKO